# Isla Larga (Islas Malvinas)
La isla Larga (en francés: Isle Brûlée, en inglés: Long Island) se encuentra en la zona sur de la península de San Luis de la isla Soledad, formando parte del archipiélago de las Malvinas. Administrativamente pertenece al departamento Islas del Atlántico Sur de la provincia de Tierra del Fuego, Antártida e Islas del Atlántico Sur.
Es una de las islas más grandes de la Bahía de la Anunciación, y emerge en el sector occidental de dicha bahía, al sudeste de Puerto Soledad y al norte de Puerto Duperrey. Además se encuentra al sur de la isla Chancho, la rada Ciervo y  la  punta Duclos.

## Historia

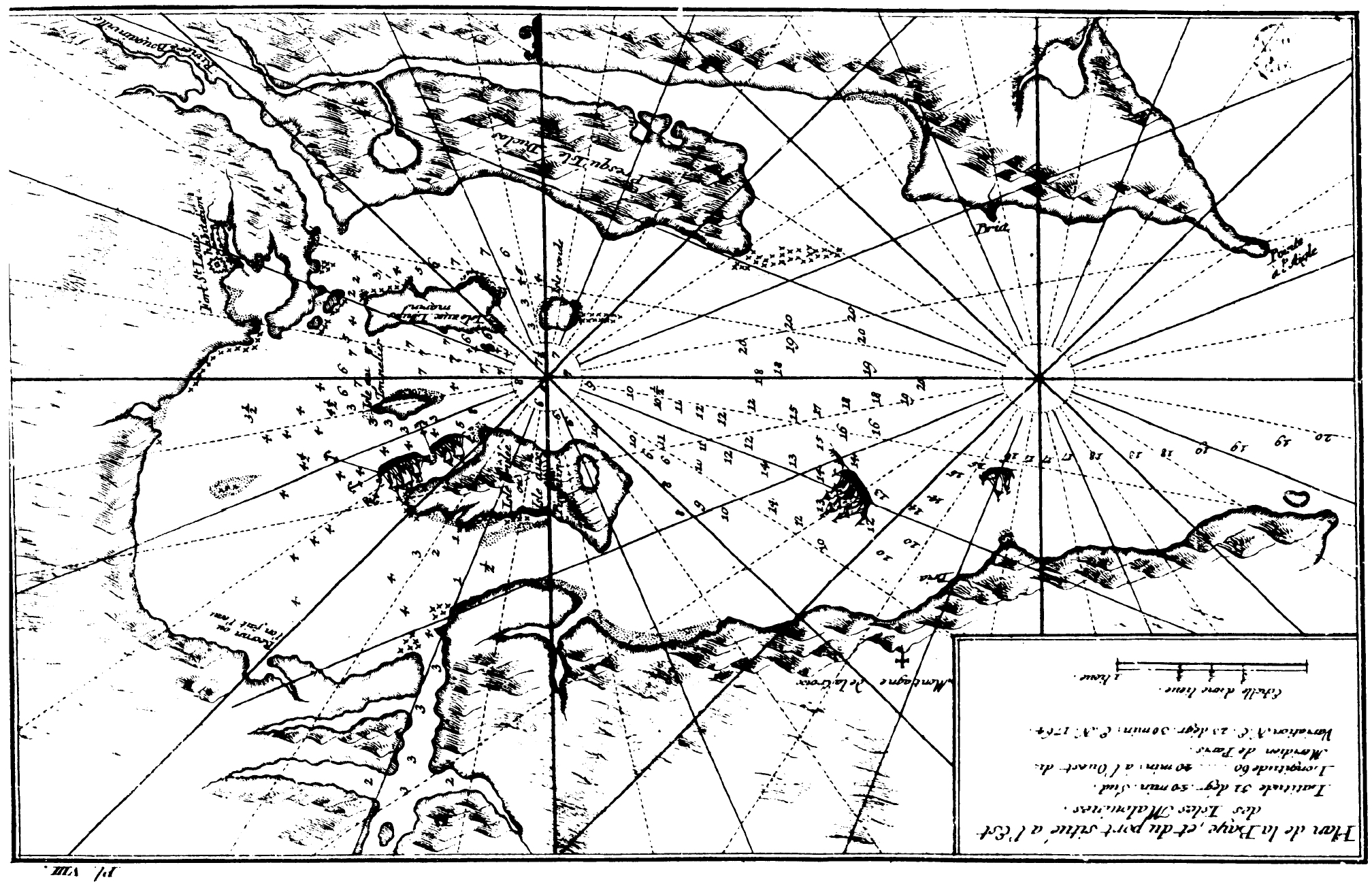
Antiguo mapa de la bahía de la Anunciación (Dom Pernety, 1769)

Durante agosto de 1833, luego de los eventos ocurridos en las cercanías de Puerto Soledad, en ocasión de la invasión británica del archipiélago, los miembros supervivientes de la colonia de Luis Vernet se refugiaron en la cercana isla Chancho escapando del grupo de Antonio Rivero, y enviaron regularmente su barco a la vecina isla Larga para el suministro de alimentos para llevar ganado, cerdos y gansos.
Hay un edificio protegido en la isla, el Old House.